# Euphorbia columnaris
Euphorbia columnaris ist eine Pflanzenart aus der Gattung Wolfsmilch (Euphorbia) in der Familie der Wolfsmilchgewächse (Euphorbiaceae).

## Beschreibung
Die sukkulente Euphorbia columnaris bildet einen einzelnen Stamm mit aufrechtem Wuchs aus, der bis 1 Meter Höhe erreicht und sich nur nach Verletzungen verzweigt. Er wird 5 bis 8 Zentimeter dick und hat 13 bis 17 Kanten, an denen Zähne in einem Abstand von 5 bis 15 Millimeter angeordnet sind. Die länglich dreieckigen Dornschildchen werden bis 14 Millimeter lang und 6 Millimeter breit. Sie stehen einzeln, da aber das dazwischen liegende Stück der Kante verhärtet, bildet sich dadurch eine gelb scheinende Rippe aus. Es sind starke, nach außen gebogene Dornen vorhanden, die 8 bis 18 Millimeter lang werden und an ihrer Basis auf 1 bis 2 Millimeter Länge verwachsen sind.
Der Blütenstand besteht aus einfachen Cymen, die zu 10 bis 30 Stück dicht zusammen erscheinen und an bis zu 7 Millimeter langen Stielen stehen. Davon werden zwei bis sechs jeweils gemeinsam reif. Die Cyathien erreichen 3 Millimeter im Durchmesser und die Nektardrüsen sind gelb gefärbt. Über die Früchte und Samen ist nichts bekannt.

## Verbreitung und Systematik
Euphorbia columnaris ist im Norden von Somalia auf Felshängen und Klippen von Gipsgestein in Höhenlagen von 730 bis 760 Meter verbreitet.
Die Erstbeschreibung der Art erfolgte 1964 durch Peter René Oscar Bally.